# Pauline de Talleyrand-Périgord
Joséphine Pauline de Talleyrand-Périgord, marchesa di Castellane (Parigi, 29 dicembre 1820 – Langeais, 12 ottobre 1890), è stata una nobile francese.

## Biografia

### Infanzia
Era la terza figlia legittima di Edmond de Talleyrand-Périgord, duca di Dino, e di sua moglie, la principessa Dorotea di Curlandia. Spesso si pensa che fosse stata la figlia dello zio di Edmund, Charles-Maurice de Talleyrand-Périgord, principe di Bénévent. In famiglia era soprannominata "angelo della casa" e "mia cara Minette", ed ebbe un rapporto molto affettuoso con Talleyrand, che durò per tutta la vita.

### Matrimonio
Nel 1839, Pauline sposò Henri de Castellane (1814-1847), figlio maggiore del maresciallo di Castellane. Ebbero due figli.

### Ultimi anni e morte
Rimasta vedova nel 1847, trascorse il resto della sua vita al castello di Rochecotte (Indre-et-Loire). 
Grande amica di Félix Dupanloup, vescovo di Orléans, visse una vita semplice e devota fino alla sua morte, il 12 ottobre 1890.

## Discendenza
Pauline e Henri de Castellane ebbero due figli:
- Marie Dorothée Élisabeth de Castellane (1840-1915),sposò il principe Antoni Wilhelm Radziwiłł[4], ebbero quattro figli;
- Antoine de Castellane (1844-1917), sposò Madeleine Le Clerc de Juigné[5], ebbero quattro figli.